# بر اساس جنسیت
بر اساس جنسیت (به انگلیسی: On the Basis of Sex) فیلمی در ژانر درام و زندگینامه‌ای به کارگردانی میمی لدر است که در سال ۲۰۱۸ منتشر شد.
فیلم نقدهای مثبتی دریافت کرد و پیچدگی فیلم و عملکرد بازیگران تحسین شد، گرچه برخی، از انتقادهایی که در فیلم به قانون اساسی شده بود، انتقاد کردند.

## خلاصه داستان
«روث بیدر گینزبرگ» ، جزو اولین زنانی است که در دانشکده حقوق هاروارد پذیرفته می شود و در جامعه ای مرد سالار که هیچ کس یک حقوقدان زن را جدی نمی‌گیرد تلاش میکند تا حقوق مساوی را برای زن و مرد را ایجاد کند.

## بازیگران
- فلیسیتی جونز در نقش روث بیدر گینزبرگ
- آرمی همر در نقش مارتین دی گینسبورگ
- جاستین ثرو در نقش ملوین ولف
- جک رینور در نقش جیمز بوزرث
- سم واترستون در نقش اروین گریسولد
- کتی بیتس در نقش جین گینسبورگ
- رونالد گوتمن در نقش پروفسور جرالد گانتر
- کریس مالکی در نقش چارلز موریتز
- وندی کروسون در نقش هریت